# Steppen-Glockenblume
Die Steppen-Glockenblume (Campanula sibirica), auch Sibirische Glockenblume genannt, ist eine Pflanzenart aus der Gattung der Glockenblumen (Campanula) innerhalb der Familie der Glockenblumengewächse (Campanulaceae). Sie ist im südöstlichen Europa verbreitet.

## Beschreibung

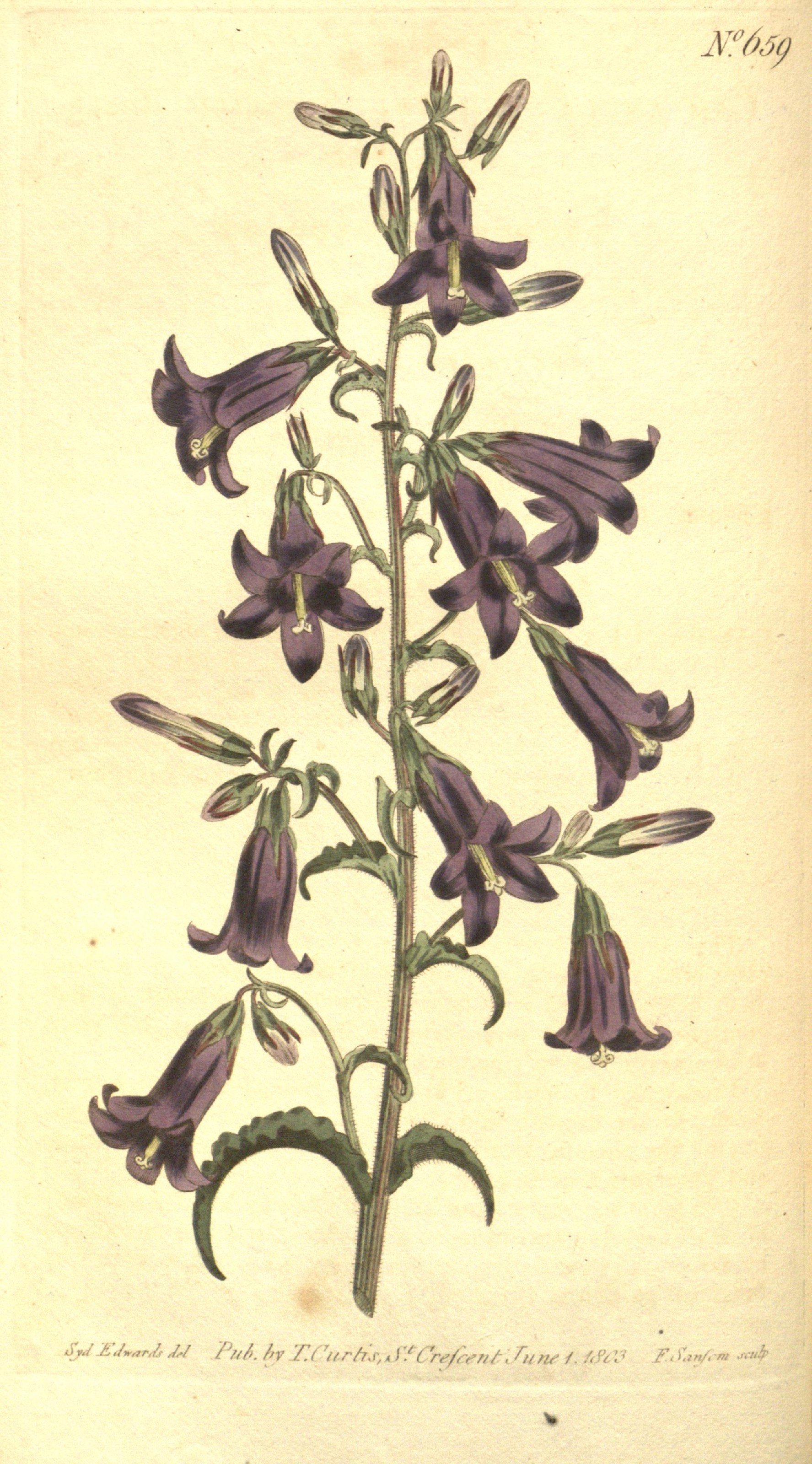
Illustration aus Curtis’s Botanical Magazine, Nr. 659, 1803

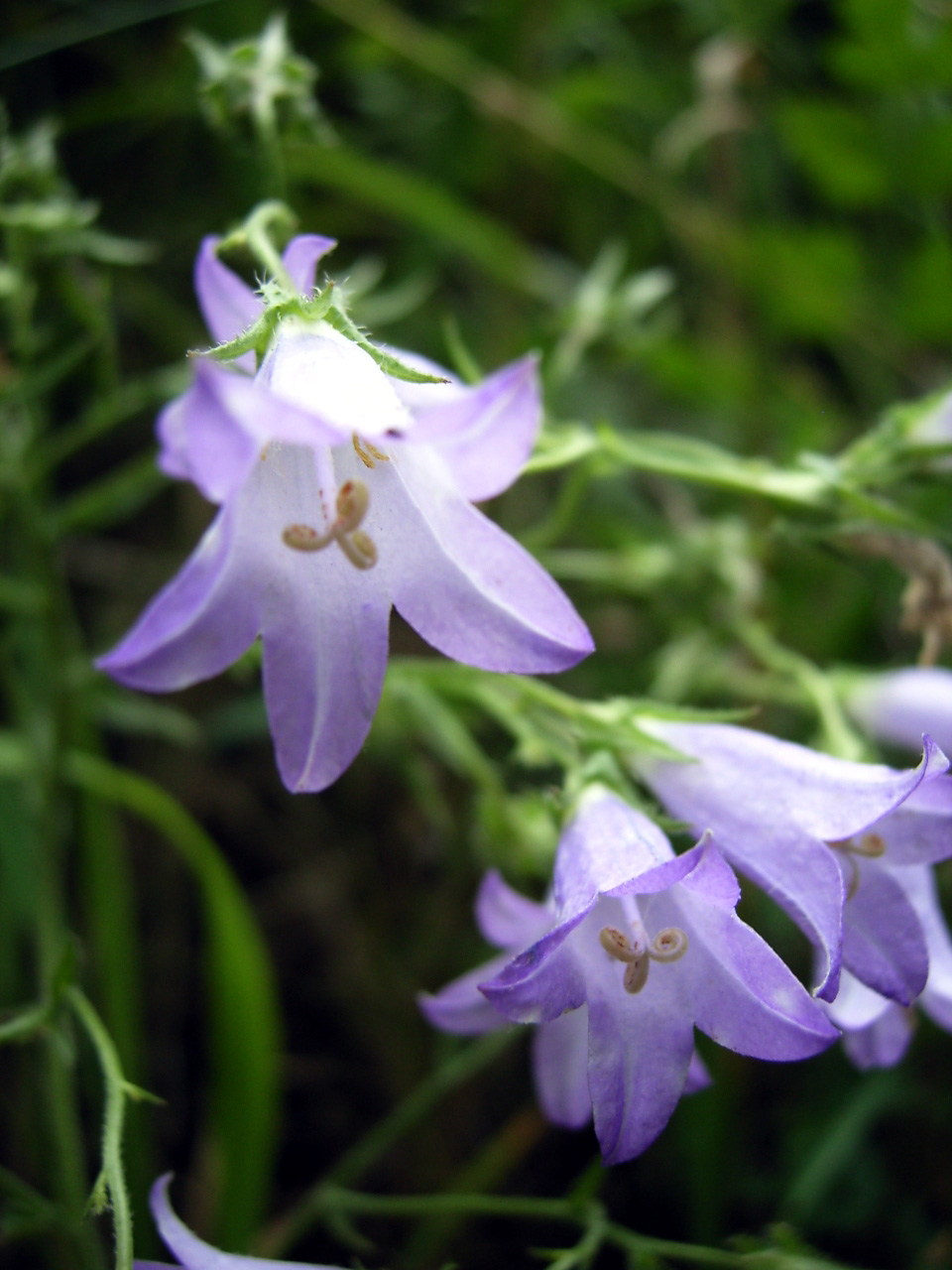
Glockenförmige Blüten

### Vegetative Merkmale
Die Steppen-Glockenblume wächst als ausdauernde krautige Pflanze und erreicht Wuchshöhen von 15 bis 40, selten bis zu 60 Zentimeter. Der verzweigte Stängel ist kurz behaart. Die Laubblätter sind in einer grundständigen Rosette und wechselständig am Stängel verteilt angeordnet. Die Grundblätter sind schmal-eiförmig bis schmal-lanzettlich, gegen den Grund allmählich in den Stiel verschmälert, am Rand unregelmäßig und wenig gezähnt. Die Stängelblätter sind länglich-linealisch und am Rand wellig.

### Generative Merkmale
Die Blütezeit erstreckt sich von Juni bis August. Die Blüten stehen während der Anthese aufrecht und verblüht nickend in einem allseitswendigen, rispigen Blütenstand.
Die zwittrigen Blüten sind radiärsymmetrisch und fünfzählig mit doppelter Blütenhülle. Die fünf Kelchblätter sind grün. Das Kelchanhängsel ist bei einer Länge von 1,5 bis 3 Millimetern schmal dreieckig bis länglich und steht vom Fruchtknoten ab. Die fünf dunkel-blaulilafarbenen Kronblätter sind trichterartig glockig verwachsen, 15 bis 20 Millimeter lang und innen am Rand (fast) kahl.
Die Chromosomenzahl beträgt 2n = 34.

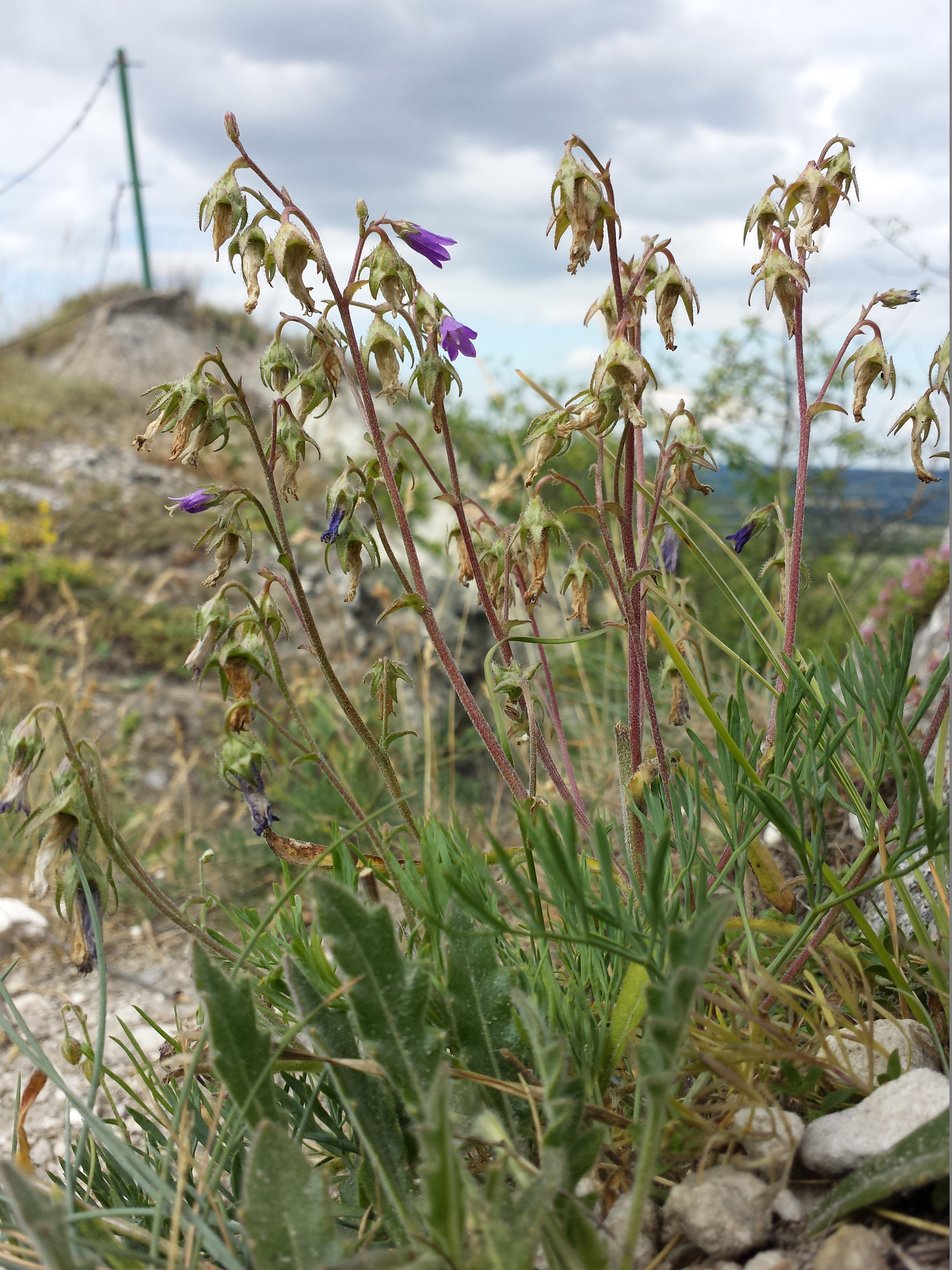
Steppen-Glockenblume (Campanula sibirica subsp. sibirica) im Abblühen

## Standortbedingungen in Mitteleuropa
Die Steppen-Glockenblume braucht kalkhaltige oder wenigstens basische, locker-trockene, oft sandige oder etwas steinige Böden. Sie besiedelt Halbtrockenrasen, gelegentlich auch Wegränder. Sie ist eine Charakterart der Ordnung Festucetalia valesiacae.

## Systematik und Verbreitung
Die Erstveröffentlichung von Campanula sibirica erfolgte 1753 durch Carl von Linné in Species Plantarum, Band 1, S. 167. Das Artepitheton "sibirica" bedeutet "aus Sibirien". Für Campanula sibirica L. gibt es folgende Synonyme: Campanula charkeviczii Fed., Campanula divergens Willd., Campanula hohenackeri Fisch. & C.A.Mey., Campanula talievii Juz., Campanula taurica Juz.
Die Hauptverbreitung der Steppen-Glockenblume liegt in den Steppen von Südosteuropa und im südlichen Osteuropa (Gebiete nördlich des Schwarzen Meeres). Sie kommt auch in der Türkei und im westlichen Sibirien vor. In Europa hat sie ursprüngliche Vorkommen in Deutshlan, Polen, Tschechien, Österreich, Italien, Slowakei, Slowenien, Ungarn, Kroatien, Serbien, Bosnien-Herzegowina, Montenegro, Albanien, Rumänien, Moldau, Bulgarien, Ukraine (Krim) und Russland. Im östlichen Mitteleuropa findet man sie selten, in Mecklenburg-Vorpommern und Brandenburg, am Alpensüdfuß und am Ostabhang des Wienerwaldes tritt sie örtlich zerstreut auf.
Je nach Autor gibt es mehrere Unterarten (Auswahl):
- Campanula sibirica subsp. divergens (Waldst. & Kit. ex Willd.) Nyman: Sie kommt im östlichen Mitteleuropa und in Südosteuropa vor.[5]
- Campanula sibirica subsp. elatior (Fomin) Fed.: Sie kommt von der Ukraine bis zum Kaukasusraum vor.[5]
- Campanula sibirica subsp. hohenackeri (Fisch. & C.A.Mey.) Damboldt: Sie kommt von der nördlichen und östlichen Türkei bei zum nordwestlichen Iran vor.[5] Das Epitheton ehrt den Missionar und Botaniker Rudolph Friedrich Hohenacker (1798–1874).
- Campanula sibirica subsp. parviflora Ancev: Sie kommt in Bulgarien vor. Sie wurde 2012 erstbeschrieben.[4]
- Campanula sibirica subsp. sibirica: Sie ist von den europäischen Gebirgen bis zum uigurisches autonomen Gebiet Xinjiang weitverbreitet.[5][3]
- Campanula sibirica subsp. taurica (Juz.) Fed.: Sie kommt im Kaukasusraum und auf der Krim vor.[5]